# Raión de Andrushivka
Andrushivka (en ucraniano: Андрушівський район) es un raión o distrito de Ucrania en el óblast de Zhytomyr. 
Comprende una superficie de 960 km².
La capital es la ciudad de Andrushivka.

## Demografía
Según estimación 2010 contaba con una población total de 38769 habitantes.

## Otros datos
El código KOATUU es 1820300000. El código postal 13400 y el prefijo telefónico +380 4136.